# پروتئینوری
پروتئینوری (به انگلیسی: Proteinuria) به معنی وجود مقادیر غیرطبیعی پروتئین (بیش از یک گرم در روز) در ادرار می‌باشد. پروتئینوری یکی از علائم شایع بیماری‌های کلیوی می‌باشد.

## مکانیسم
کلیه‌ها مواد زائد حاصله از سوخت و ساز سلولی را از بدن دفع می‌کنند ولی از خروج مواد مورد نیاز همانند پروتئین‌ها جلوگیری می‌کنند که این امر بستگی به سایز و بار مولکول‌های پروتئین دارد. بسیاری از پروتئین‌ها بزرگ بوده و نمی‌توانند از فیلترهای گلومرولی عبور کنند. مگر اینکه کلیه‌ها آسیب دیده باشند و از طرفی پروتئین‌های کوچکتر به راحتی از دیواره گلومرول عبور کرده اما دفع نمی‌شوند. بلکه به خاطر نیاز بدن مجدداً در توبول‌های پروگزیمال جذب می‌شوند و به خون برمی‌گردند؛ بنابراین پروتئینوری نشان دهنده آسیب به کلیه‌ها می‌باشد. لازم است بدانیم که افراد طبیعی کمتر از ۱۵۰ میلیگرم پروتئین و ۳۰ میلیگرم آلبومین در روز از طریق ادرار دفع می‌کنند. چون پروتئین اصلی خون آلبومین است در پروتئینوری نیز اغلب پروتئین دفع شده اصلی آلبومین است (آلبومینوری).

## طبقه‌بندی
پروتئینوری به دو صورت گذار و دائم خودنمایی می‌کند:
1. پروتئینوری گذرا: به صورت موقتی و گذرا بوده و به نظر می‌رسد عامل آن (تب، ورزش‌های سنگین، استرس روحی و مواجه بودن با سرمای شدید بوده و در این حالت میزان پروتئین دفعی نسبتاً کم بوده و معمولاً سریع بهبود می‌یابد.
2. پروتئینوری دائم: به صورت دائمی بوده و می‌توانند تظاهری از بیماری‌های کلیوی یا یک بیماری سیستمیک باشد. بسیاری از بیماری‌ها می‌توانند باعث گلومرونفریت (التهاب گلومرول) شده و در نهایت به پروتئینوری تبدیل گردد.

## علل
پروتئینوری گاه ناشی از بیماری است (پروتئینوری پاتولوژیک) و گاه فیزیولوژیک است. در برخی از افراد بدون وجود بیماری خاصی سرپا ایستادن طولانی باعث پروتئینوری می‌شود که آن را پروتئینوری ارتواستاتیک می‌نامند. درجات کمتر پروتئینوری (۵۰۰ میلی‌گرم در روز تا ۵/g ۱ در روز) ممکن است پس از ورزش شدید، تغییر در وضعیت بدن، تب یا نارسائی احتقانی قلب دیده شود.
از علل پروتئینوری پاتولوژیک می‌توان به دیابت، پرفشاری خون، سندرم برگر، اکلامپسی، پره‌اکلامپسی ،گلومرولونفریت، بیماریهای خودایمنی مانندلوپوس منتشر، آمیلوئیدوز، سارکوئیدوز، نشانگان آلپورت برخی داروها و سندرم فانکونی اشاره کرد. شدت و نوع پروتئینوری می‌تواند وسعت آسیب به کلیه را مشخص نماید و همچنین پروتئینوری همراه با بیماری قلبی و عروقی نیز دیده شده‌است. اولین علامت بروز پروتئینوری در بیماران دیابتی و پرفشاری خون وجود مقادیر کم پروتئین آلبومین در ادرار (میکروآلبومینوری) است.
میزان دفع پروتئین بیش از ۳ گرم در روز پروتئینوری نفروتیک نام دارد و همراه با هیپوآلبومینوری، هیپرکلسترولمی و ادم است (سندرم نفروتیک). پروتئینوری شدیدتر (بیش از ۱۰ گرم در روز) در بیماری‌های تغییر اندک (Minimal change diseas)، اسکلروز سگمنتال فوکال اولیه، نفروپاتی مامبرانو، گلومرولوپاتی ریزشی (Collapsing glumerulopathy)، و نفروپاتی همراه با HIV دیده می‌شود.

## علائم پروتئینوری
وجود مقدار زیاد پروتئین دفعی در ادرار ممکن است باعث کف‌آلود شدن ادرار شود و به علت خروج آب از عروق و احتباس آن در بافت‌ها موجب تورم دست‌ها، پاها و شکم می‌شود و در مواردی ممکن است فرد بدون علامت پروتئینوری باشد.

## تشخیص
آزمایش ادرار مهمترین راه یافتن پروتئین در ادرار است، در عنبیه‌شناسی، وجود هلال کمرنگ و عریض در ساعت ۹ تا ۳، بیانگر وجود پروتئین در ادرار است. همچنین در آزمایش ادرار با نوارهای دیپ استیک می‌توان به‌طور نسبی پروتئینوری را بررسی کرد ولی گاه جمع‌آوری ادرار ۲۴ ساعته ضروری است. دیپ‌استیک‌های ادرای که هم‌اکنون در بازار در دسترس می‌باشند آلبومین را شناسائی می‌کنند ولی پروتئین‌های کوچکتر همچون زنجیره‌های سبک را که نیاز به آزمایش با سولفاسالیسیلیک اسید دارند، شناسائی نمی‌کند.

## پیشگیری و درمان
با مشاهده اولین علامت مراجعه به پزشک و درمان علت زمینه‌ای ضروری است. برای افراد مبتلا به فشارخون و دیابت یا هردو اولین اقدام کنترل فشارخون و دیابت می‌باشد و در این راستا اندازه‌گیری قندخون، رعایت رژیم غذایی، مصرف داروها، تمرینات ورزشی و محدودیت مصرف نمک و مواد پروتئین توصیه می‌شود. این بیماری در سنین پایین قابل درمان است. برخی داروهای فشارخون مانند مهارکننده آنزیم تبدیل کننده آنژیوتانسین (ACE) و ARBها می‌توانند به مراقبت از کلیه‌ها کمک کنند.